# Вилладсен, Май
Май Вилладсен (дат. Mai Villadsen, род. 26 декабря 1991, Хернинг, Дания) — датский политический деятель, экоактивистка и феминистка. Действующий депутат фолькетинга (парламента) с 2019 года. В прошлом — спикер (politisk ordfører) Красно-зелёной коалиции (2021—2023).

## Биография
Родилась 26 декабря 1991 года в городе Хернинг в семье школьных учителей.
Участвовала в школьном самоуправлении, была председателем союза учащихся старших школ Дании в 2012 году. Работала и была волонтёром в молодёжных, профсоюзных и других общественных организациях, а также в левой Красно-зелёной коалиции.
На парламентских выборах 5 июня 2019 года в избирательном округе Северная Зеландия получила 2572 голосов и избрана в фолькетинг. Являлась спикером политической силы по культурным, гендерным и образовательным вопросам. 10 февраля 2021 года избрана спикером Красно-зелёной коалиции. 22 августа 2023 года оставила пост спикера в связи с уходом в декретный отпуск. Из-за принципа ротации партии Вилладсен не может баллотироваться на следующих парламентских выборах. Новым спикером парламентская группа Красно-зелёной коалиции избрала депутата фолькетинга Пелле Драгстеда.

## Личная жизнь
В сентябре 2023 года родила сына Альфреда.